# TM-72
La TM-72 est une mine antichar cylindrique soviétique à enveloppe métallique. Elle est normalement utilisée avec une fusée à influence magnétique MVN-72 ou MVN-80, ce qui lui confère une capacité d’attaque pleine largeur. Elle utilise une ogive à charge en forme de 2,5 kg, capable de pénétrer environ 100 millimètres de blindage à une distance de sécurité comprise entre 0,25 et 0,5 mètre. Elle est compatible avec les fusées utilisées avec la série de mines TM-62, qui ont les mêmes filetages et le même fonctionnement de base que les fusées de la série TM-72.